# Cantone di Seiches-sur-le-Loir
Il Cantone di Seiches-sur-le-Loir era una divisione amministrativa dell'arrondissement di Angers.
È stato soppresso a seguito della riforma complessiva dei cantoni del 2014, che è entrata in vigore con le elezioni dipartimentali del 2015.
Comprendeva i comuni di:
- Bauné
- Beauvau
- La Chapelle-Saint-Laud
- Chaumont-d'Anjou
- Cornillé-les-Caves
- Corzé
- Fontaine-Milon
- Jarzé
- Lézigné
- Lué-en-Baugeois
- Marcé
- Seiches-sur-le-Loir
- Sermaise